# 玉龙喀什河

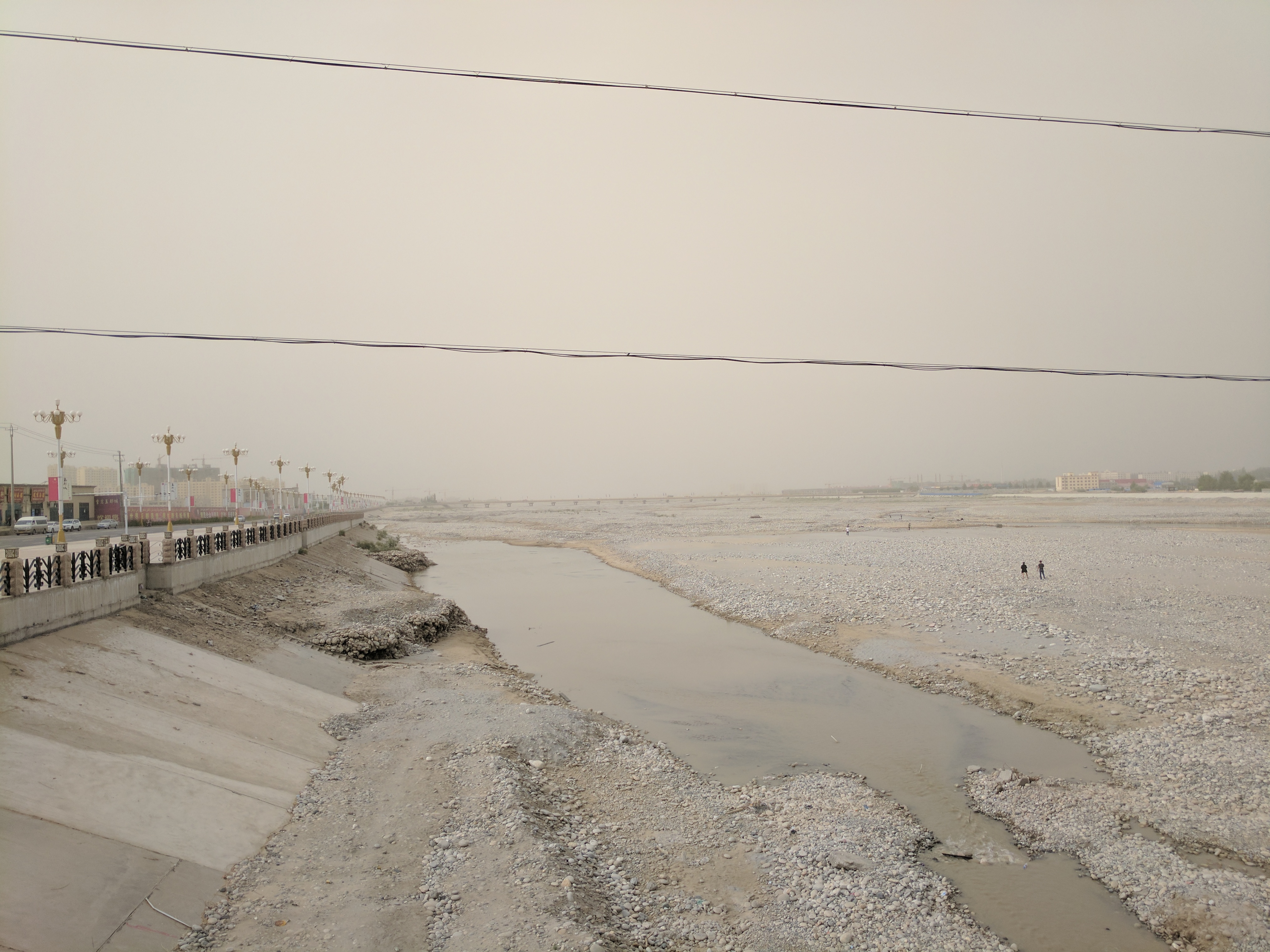
和田市区河段

玉龙喀什河（維吾爾語：يورۇڭقاش دەرياسى‎，由“亮”和“棕色”組合而成），又名白玉河，因出产和田玉，主要有白玉、綠玉、黑玉、褐玉，是中华人民共和国新疆维吾尔自治区的一条河流。
发源于昆仑山北坡的冰川，源流由阿拉克沙依河和克孜勒沙衣河在策勒县东南奈勒湖以北汇聚而成，阿拉克沙依河发源于策勒县东南端阿拉克沙依冰川，克孜勒沙衣河发源于于田县克里雅山口西北部的冰川区域。两河汇聚后干流自东南向西北流，横贯策勒县南部山区，于和田县喀什塔什乡奥木夏村以西转北流，经洛浦县西部、和田市城区（和田县县城）、和田县吾宗肖乡、伊斯拉木阿瓦提乡、塔瓦库勒乡等地，于洛浦县塔土尕依东北约15千米处与喀拉喀什河汇合成和田河。河流全长505千米，流域面积19803平方千米，年均径流量22.5亿立方米。6～9月来水量占年来水量的88.6%，7、8月易发生冰雪消融和暴雨混合型洪水。玉龙喀什河是下游两岸和田县和洛浦县地区主要的灌溉水源。